# Paweł Hur
Paweł Hur (född 10 april 1918 i Kyiv, död 7 september 1994 i Lincoln, England) var en polsk pilot som deltog i Slaget om Storbritannien som medlem i 301. polska bombeskadern efter att ha fullgjort sin utbildning vid Polska flygvapenakademin i Dęblin.
Natten mellan den 5 och 6 augusti 1942 sköts Wellington IV-flygplanet GR-P (Z1386) ned av luftvärn under ett uppdrag att lägga minor vid kusten nära Lorient och störtade i havet. Paweł Hur togs till fånga av tyskarna som krigsfånge. De som stred tillsammans med honom begravdes i Lorient.
Efter kriget bosatte han sig i Lincoln, England. Den 11 november 1966 tilldelades Paweł Hur, tillsammans med sina kollegor i 301. skvadronen, Virtuti Militari.
Paweł Hur är son till Bazyli Hur och Marianna Siedzik, samt kusin på fädernet till Danuta Siedzikówna och Wiesława Korzeń.

## Utmärkelser
- Virtuti Militari, Silverkors (5:e klass)
- Tapperhetskorset, tilldelad fyra gånger
- Medalj för tjänst i polska flygvapnet